# Etenszyn: Drimz Kamyn Tru
Etenszyn: Drimz Kamyn Tru – drugi studyjny album polskiego rapera VNMa. Został wydany 20 lutego 2012 roku nakładem wytwórni Prosto.
Gościnnie wystąpili Marysia Starosta, Wozzo i Tomson. Za produkcję muzyczną w większości odpowiadał SoDrumatic, ale obok niego pojawili się Matheo, Drumkidz i 7inch, który współpracował między innymi z Lil Wayne'em i Game'em. Autorem okładki był Karol „Denver” Rycio.
Pierwszym promocyjnym singlem był utwór „Nie po to”, natomiast drugim „Supernova”. Do piosenek „Na weekend”, „Choćbym miał zostać sam” i „Dym” zrealizowano teledyski. Kolejnym krokiem w promocji albumu było udostępnienie go za darmo do odsłuchu na kanale wytwórni Prosto na YouTube.
Wydawnictwo uzyskało certyfikat złotej płyty.

## Lista utworów
Opracowano na podstawie materiału źródłowego.
1. „Fan” (prod. SoDrumatic)
2. „Dym” (gościnnie: Marysia Starosta, prod. SoDrumatic)
3. „Potrzebuję” (prod. SoDrumatic)
4. „Na weekend” (prod. SoDrumatic)
5. „Choćbym miał zostać sam” (gościnnie: Wozzo, prod. SoDrumatic)
6. „Nie po to” (prod. 7inch)
7. „Non stop” (prod. 7inch)
8. „Nigdy więcej” (prod. SoDrumatic)
9. „Supernova” (prod. Drumkidz)
10. „Śnieg” (prod. Matheo)
11. „Piątek” (prod. 7inch)
12. „Tęcze” (gościnnie: Tomson, prod. Drumkidz)
13. „Zrobią to za mnie” (prod. Drumkidz)
14. „Jesteś” (prod. SoDrumatic)